# Асьют
Асью́т (араб. أسيوط‎ [ʔɑsˈjuːtˤ]; копт. Ⲥⲓⲟⲟⲩⲧ / Ⲥⲓⲱⲟⲩⲧ [sɪˈjo(ː)wt]) — город в центре Египта, в среднем течении Нила, центр одноимённой провинции. Население — 400 000 человек.
Кожевенно-обувная, текстильная промышленность (хлопчатобумажная), ковровая промышленность. Университет. Ж.-д. станция, пристань.
Название города позаимствовано из коптского языка, в Древней Греции и Риме он назывался Ликополис (др.-греч. ἡ Λύκων πόλις), то есть волчий город.
Древний Асьют (егип. sȝwtj, Asyūţ) был столицей 13-го нома Верхнего Египта, находился к юго-востоку от Гермополиса, на широте 27°10’14" С, на западном берегу Нила. Два наиболее значительных божества дохристианского Асьюта были Анубис и Упуаут (Вепвавет) — оба погребальные боги. Здесь был найден щит царя по имени Рекамаи, который правил Верхним Египтом. Близ Асьюта находятся гробницы местных правителей I переходного периода — Среднего царства, содержащие обширные тексты. Надписи из гробниц Сиутских номархов — ценный источник по истории I переходного периода.
В греческо-римские времена здесь говорили на отдельном диалекте коптского языка — ликополитанском.
С 1911 года в городе действует знаменитый детский приют Лилиан Трэшер, ставший первым приютом в Египте.
В 1981 г. произошло столкновение между студентами коптами и мусульманами.

## Галерея

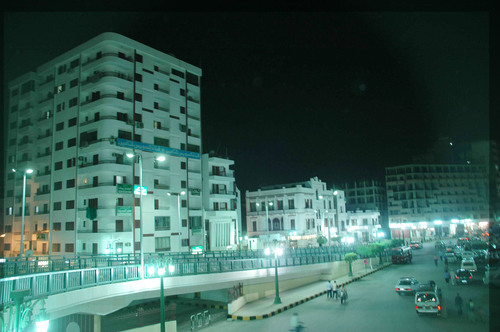
Город Асьют
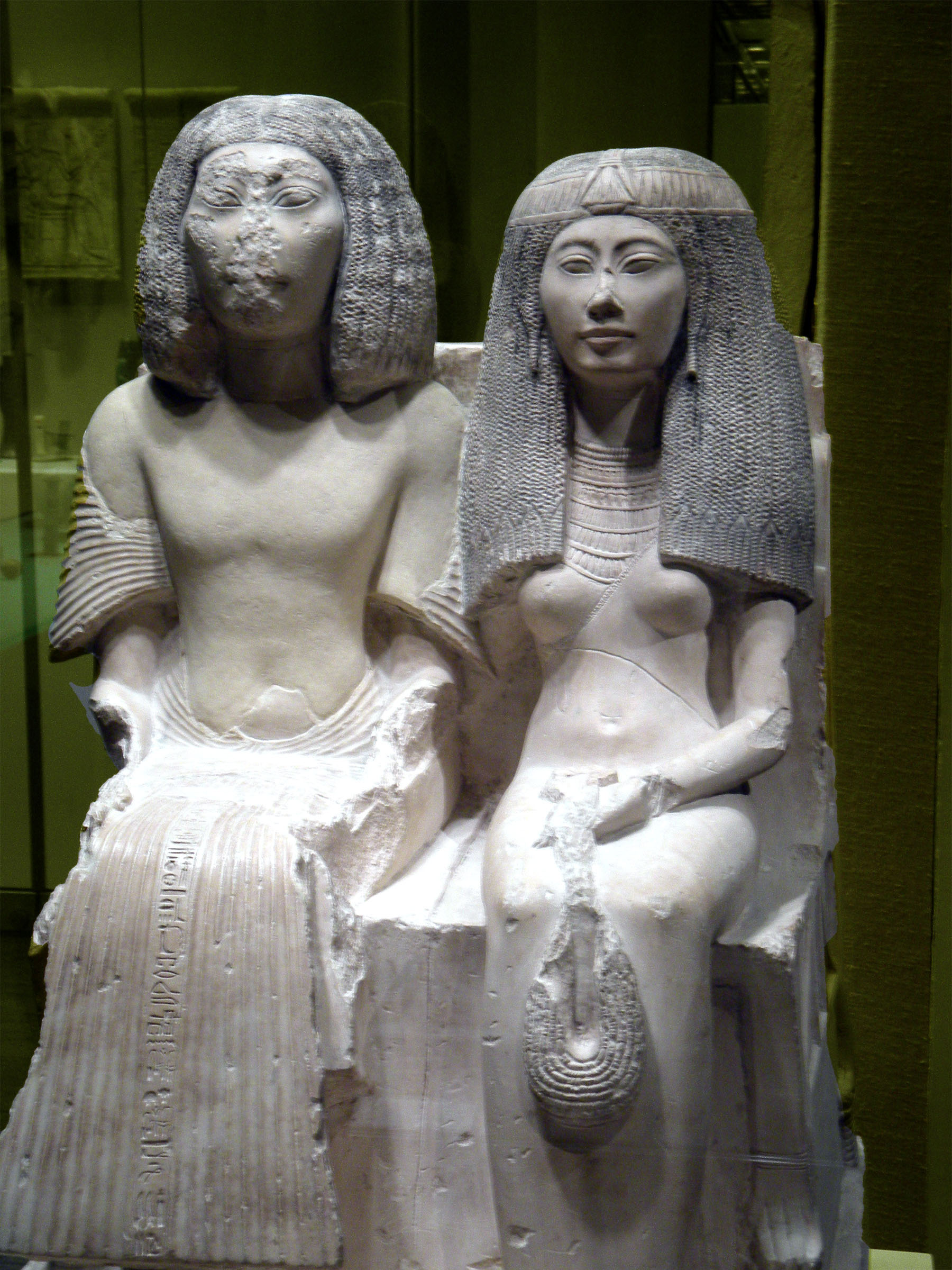
Статуя главного царского писца Юни (англ.[англ.]) из Асьюта и его жены Рененутет, 1290–1270 до н. э. ранняя династия 19.
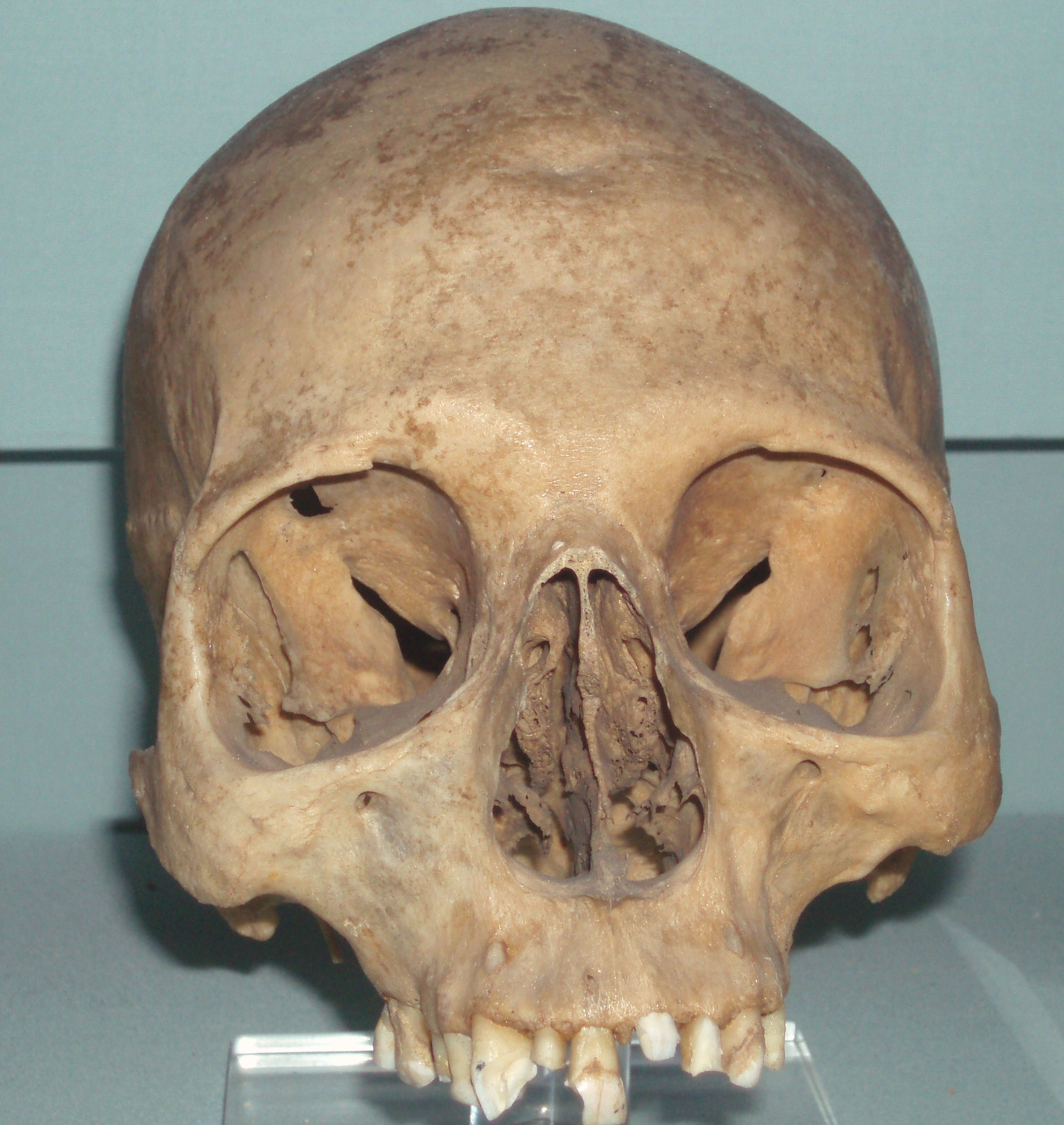
Череп Хети из Асьюта, 1950 г. до н. э.